# Lokomotivnyy (huyện)
Huyện Lokomotivnyy (tiếng Nga: ? райо́н) là một huyện hành chính tự quản (raion), của Tỉnh Chelyabinsk, Nga. Huyện có diện tích ? kilômét vuông, dân số thời điểm ngày 1 tháng 1 năm 2000 là 9900 người. Trung tâm của huyện đóng ở ?.